# Le Mur (film, 1923)
Pour les articles homonymes, voir Le Mur.
Pour plus de détails, voir Fiche technique et Distribution.
Le Mur (titre original: The Man Next Door) est un film muet américain réalisé par Victor Schertzinger, sorti en 1923.

## Synopsis
Un père de famille s'oppose à ce que sa fille fréquente un jeune homme qui est leur voisin...  

## Fiche technique
- Titre original : The Man Next Door
- Titre français : Le Mur
- Réalisation : Victor Schertzinger
- Scénario : C. Graham Baker
- Photographie : W. Steve Smith Jr.
- Société de production : Vitagraph Company of America
- Société de distribution : Vitagraph Company of America
- Genfre : Comédie
- Date de sortie :
  - États-Unis : 28 mai 1923

## Distribution
- David Torrence : Colonel Wright
- Frank Sheridan : Curley
- James Morrison : Jimmy
- Alice Calhoun : Bonnie Bell
- John Steppling : David Wisner
- Adele Farrington : Mrs. Wisner
- Mary Culver : Catherine Kimberly
- Bruce Boteler : Tom Kimberly